# 1966年7月蒲隆地政變
1966年7月蒲隆地政變是1966年7月8日於布隆迪王國發生的政變，也是布隆迪獨立後的第二次政變。此次政變推翻了忠於布隆迪國王姆瓦姆布扎四世的政府，而姆瓦姆布扎四世本人則已在去年的政變失敗後於1965年10月流亡海外。

## 背景
在國內的胡圖族與統治階級圖西族之間的種族對立日益尖銳的背景下，一些胡圖族軍官於1965年領導了布隆迪獨立後的第一次政變。雖然政變最後以失敗告終，但國王姆瓦姆布扎四世仍被迫流亡海外，僅能通過仍然忠於他的政府繼續行使權力。然而，姆瓦姆布扎四世試圖平衡政府中胡圖族與圖西族勢力的行為也招致了圖西族的不滿。圖西族認為國王的這種溫和傾向十分危險，因而於1966年7月發動了此次政變來反制國王的行為。

## 經過
姆瓦姆布扎四世流亡幾個月後，於1966年3月24日將權力傳給了他的兒子，時年18歲的王儲夏爾·恩迪澤耶。1966年7月8日，效忠恩迪澤耶的部隊推翻了利奧波德·比哈總理領導的親姆瓦姆布扎的政府。恩迪澤耶宣布就任布隆迪國家元首，並暫停實施憲法，廢黜總理比哈，轉而委任在政變中發揮了主要作用的圖西族軍官——26歲的米歇爾·米孔貝羅上尉組建新政府。7月12日，米孔貝羅宣布成立新政府，由他本人出任總理。9月1日，恩迪澤耶加冕，稱姆瓦米恩塔爾五世。政變成功後，恩塔爾五世向布隆迪國民承諾他將會實施強而有力的領導，推行反腐敗措施並頒布新憲法。

## 後續
新國王和新總理在政變後不久即出現分歧：恩塔爾五世希望以君主的身份親政，而米孔貝羅政府則傾向於改革，將國王排除出權力體系。於是，此次政變結束不足五個月後的11月28日，米孔貝羅就再次發動政變推翻恩塔爾五世，並宣布廢除君主制，成立布隆迪共和國。米孔貝羅還宣布他的爭取民族進步統一黨是新成立的共和國中的唯一合法政黨，並以此建立起了軍事獨裁政權。但他的獨裁統治於1976年的又一場軍事政變被推翻。
而恩塔爾五世則在失去王位後逃往國外，後於1972年自烏干達回國後不久遭暗殺身亡。

## 引用
1. ↑  . The New York Times. 1966-07-09  [2021-01-18]. （原始内容存档于2024-01-17）.
2. 1 2 3  . Perspective monde (Université de Sherbrooke).   [2016-10-23]. （原始内容存档于2020-05-16）.
3. ↑  Tshimba, David-Ngendo. . Thinking Africa. 2016-01-21  [2016-10-18]. （原始内容存档于2020-08-23）.
4. ↑  Lemarchand 1970，第419–421頁.
5. ↑  Michael Crowder. . Cambridge University Press. 1984: 737–. ISBN 978-0-521-22409-3.
6. ↑  Lemarchand 1970，第428頁.
7. ↑  Lemarchand 1970，第429頁.
8. ↑  . The New York Times. 1966-11-29  [2021-01-18]. （原始内容存档于2021-12-20）.
9. 1 2  Lemarchand 1995，第73頁.
10. ↑  Melady 1974，第5-6頁.